# The Open Gate
The Open Gate è un cortometraggio muto del 1909 diretto da David W. Griffith che firma anche la sceneggiatura insieme a Frank E. Woods.
Prodotto e distribuito dalla Biograph Company, il film - girato nel New Jersey, a Coytesville - uscì nelle sale il 22 novembre 1909.

## Trama
Hetty, che ha appena accettato la proposta di matrimonio di George, deve rompere il fidanzamento dopo aver ricevuto la notizia della morte di sua sorella che, come ultimo desiderio, le affida la piccola Mary, sua figlia. Hetty, che da piccola è stata allevata dalla sorella maggiore, si sente in dovere di ricambiare e si sacrifica per dovere. Quindici anni dopo, Mary ormai è cresciuta; diventata una giovane donna, si innamora di Jack, il nipote di George. I due ragazzi, un giorno litigano e stanno per lasciarsi. Ognuno dei due si confida con il rispettivo zio: Hetty racconta a Mary della sua storia e di come ha perduto l'amore della sua vita; George si offre con il nipote di aggiustare le cose con la ragazza che Jack ama e che lui non conosce. Quando si presenta a casa di Mary, scopre con sorpresa che è la stessa di quella di Hetty, il suo vecchio amore. La donna, dopo averlo rivisto, gli dice che la porta della casa è sempre aperta per lui... I due innamorati, ritrovati, rinnovano la loro promessa e tutto finisce con un doppio matrimonio.

## Produzione
Prodotto dalla Biograph Company, il film venne girato negli studi della casa di produzione di New York e in quelli di Coytesville.

## Distribuzione
Il copyright, richiesto dalla Biograph, fu registrato il 22 novembre 1909 con il numero J135125. La pellicola - un cortometraggio di una bobina - fu distribuita negli Stati Uniti il 22 novembre 1909.